# Датунашвілі Олена Миколаївна
Оле́на Микола́ївна Датунашві́лі (нар. 2 квітня 1923, Ростов-на-Дону — пом. 1994) — радянський вчений в галузі біохімії винограду, вина і технології виноробства. Доктор технічних наук з 1975 року, професор з 1977 року.

## Біографія
Народилася 2 квітня 1923 року в Ростові-на-Дону. Після закінчення у 1946 році Краснодарського інституту харчової промисловості — на науково-дослідній роботі у Всесоюзному науково-дослідному інституті виноградарства і виноробства «Магарач», з 1968 року — завідувачка лабораторії біохімії винограду і вина.
Нагороджена орденом «Знак Пошани», срібною та бронзовою медалями ВДНГ.
Померла у 1994 році.

## Наукова діяльність
Вченим розроблені і впроваджені у виробництво технології:
- переробки винограду з використанням пектолітічних ферментних препаратів;
- стабілізації соків і вин іммобілізованими кислими протеазами;
- освітлення і стабілізації вин до колоїдних помутнінь за допомогою ферментних препаратів і флокулянта поліоксиетилену;
- стабілізації вин з використанням поліферментної суміші спеціального складу та інше.

Автор 200 наукових робіт, в тому числі 18 винаходів. Серед робіт:
- Влияние технологических обработок вин на стойкость их к коллоидным помутнениям. — Симферополь, 1971 (у співавторстві);
- Ферментные препараты в пищевой промышленности. — Москва, 1975.

Під її керівництвом захищено 33 кандидатських і 3 докторських дисертації: Павленко М. М., Єжов В. М., Гержикова В. Г.